# Isabel Navarro Fernández de Caleya
Isabel Navarro Fernández de Caleya es una ingeniera venezolana. 

## Biografía
Ingeniera Superior Industrial por la Universidad Simón Bolívar de Venezuela y Executive MBA por ESADE Business School, realizó estancias de estudios en la Universidad de Karlsruhe en Alemania y en la Université de technologie de Compiègne en Francia.
Inició su trayectoria profesional en el sector de las telecomunicaciones, donde trabajó en Telcel Bellsouth, un operador móvil de Venezuela, y en Endesa Telecomunicaciones en España. En 2002 fue contratada por Alma Consulting Group para lanzar la oficina española del grupo. Ha participado en grupos de trabajo de la Fundación COTEC y de la patronal española de las empresas biotecnológicas, ASEBIO.
En 2011 creó la Fundación Créate, de la cual es directora general, dirigida al desarrollo de actitudes, valores y habilidades emprendedoras a través de la capacitación del profesorado de Educación Primaria, Secundaria y Formación Profesional. Su actividad se orienta a investigar, desarrollar e implantar metodologías, técnicas y herramientas experimentales e innovadoras con la comunidad educativa para su uso en la escuela y en otros ámbitos relacionados con la educación. En 2013 desarrollaron el programa Creamos Nuestro Proyecto, que obtuvo el Premio Nacional de Educación en la Enseñanza no Universitaria, del Ministerio de Educación, Cultura y Deporte.
Desde 2015, es miembro fundadora del Círculo de Orellana, asociación sin ánimo de lucro que agrupa a mujeres profesionales de diversos ámbitos con la misión de ayudar a otras mujeres a conseguir alcanzar sus metas profesionales.